# 赫拉夫斯凱

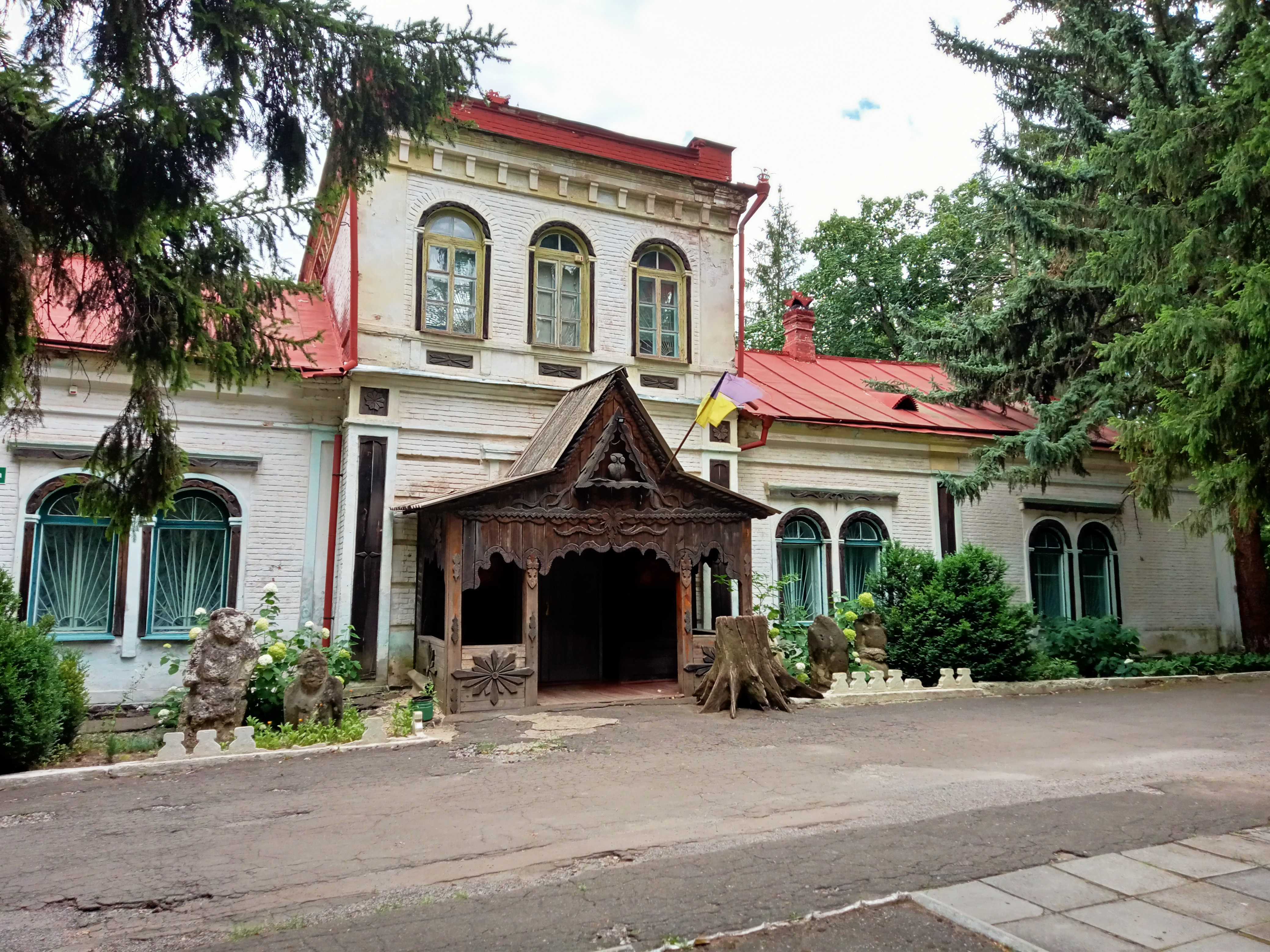

赫拉夫斯凱（羅馬化：Hrafske）是烏克蘭東部頓涅茨克州沃爾諾瓦哈區奥利亨卡市镇内的鎮。處於卡什拉哈奇河畔，距離沃爾諾瓦哈14公里，海拔高度233米，2011年人口416。
2016年之前该地名为共青镇（烏克蘭語：Комсомольський）。